# Hollywood (luchadora)
Jeanne Basone (Glendale, California; 19 de mayo de 1969) es una modelo, actriz, doble de riesgo y luchadora de lucha libre profesional estadounidense. Es más conocida por su nombre artístico Hollywood en la promoción de lucha libre femenina Gorgeous Ladies of Wrestling, fundada por David McLane. Hollywood ganó el Campeonato de Estados Unidos en un combate contra Tulsa en el pay-per-view de 1993. Es la única que ha hecho el piloto y las 4 temporadas de GLOW.

## Carrera
Tras la cancelación de GLOW en 1989, Basone siguió compitiendo en el circuito independiente como Hollywood.Apareció en varias promociones de lucha libre exclusivamente femeninas, como CRUSH, Beauty Slammers Hottest Ladies of Wrestling y la National Wrestling Alliance.
Basone apareció en numerosas series de televisión y películas como actriz y doble de acción, incluyendo JAG, Days of Our Lives, Chuck, Married... with Children, Saved by the Bell, The Larry Sanders Show, In Living Color y Yo, yo mismo e Irene. También interpretó a Jane en el juego Plumbers Don't Wear Ties para la consola doméstica 3DO y Microsoft Windows. Ha trabajado con el cineasta Christopher Annino, ganador de varios premios internacionales, la leyenda de ECW Angel Orsini y el productor Evan Ginzburg. 
Ella está en el primer largometraje mudo en 80 años Silent Times y Confessions of Nick Sargenti and the Lollipop Gang. Hollywood apareció en 15 episodios de Family Feud y apareció en The Phil Donahue Show y Sally Jesse Raphael Show. Ella apareció en el pictorial de diciembre de 1989 de la revista Playboy.
Basone posee actualmente una empresa de jabones artesanales llamada Hollywood Botanika.